# Erik Helin
Erik Olof Helin född 24 januari 1921 i Nederkalix församling, död 28 oktober 1999 i Nederkalix församling, spelade bas i Thores Trio. Han var med i gruppen från 1945 och var gift med Nanna Helin som var gruppens sångerska.